# Zájezdy
Zájezdy je část města Bakov nad Jizerou v okrese Mladá Boleslav. Nachází se tři kilometry východně od Bakova nad Jizerou. Vesnicí prochází silnice II/276.

## Historie
První písemná zmínka o vesnici pochází z roku 1555.
V letech 1869–1950 byla vesnice součástí obce Horka, v letech 1961–1976 součástí obce Veselá a od 1. dubna 1976 se stala součástí města Bakov nad Jizerou.

## Obyvatelstvo
| Rok            | 1869 | 1880 | 1890 | 1900 | 1910 | 1921 | 1930 | 1950 | 1961 | 1970 | 1980 | 1991 | 2001 | 2011 | 2021 |
| -------------- | ---- | ---- | ---- | ---- | ---- | ---- | ---- | ---- | ---- | ---- | ---- | ---- | ---- | ---- | ---- |
| Počet obyvatel | 24   | 14   | 19   | 24   | 14   | 9    | 8    | 5    | 2    | 30   | 0    | 0    | 0    | 0    | 0    |
| Počet domů     | 3    | 2    | 2    | 2    | 2    | 2    | 2    | 2    | 2    | 1    | 0    | 0    | 0    | 0    | 1    |